# Justus Sustermans

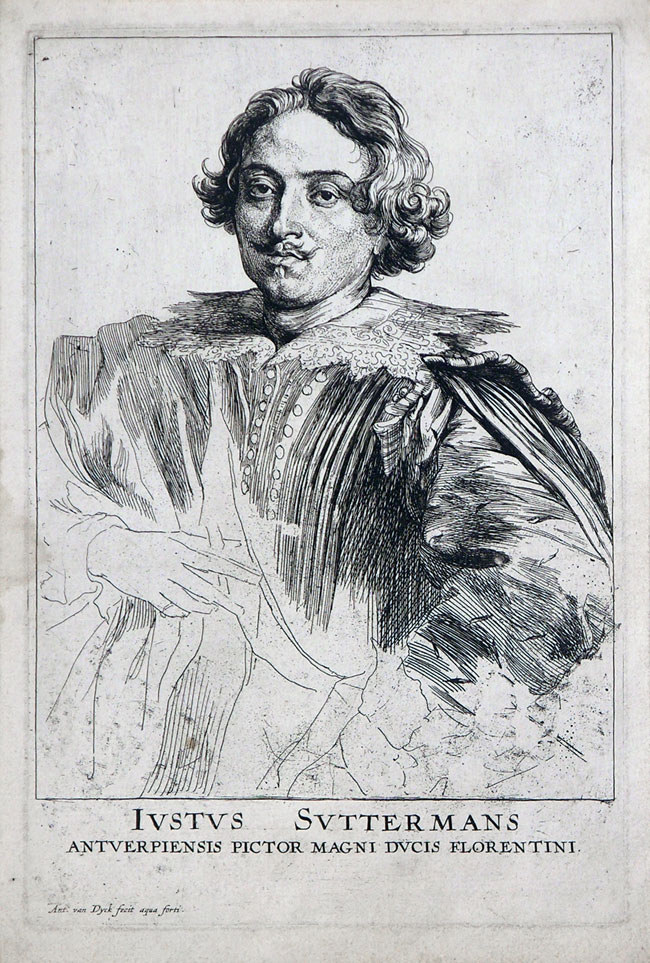
Ritratto di Justus Sustermans

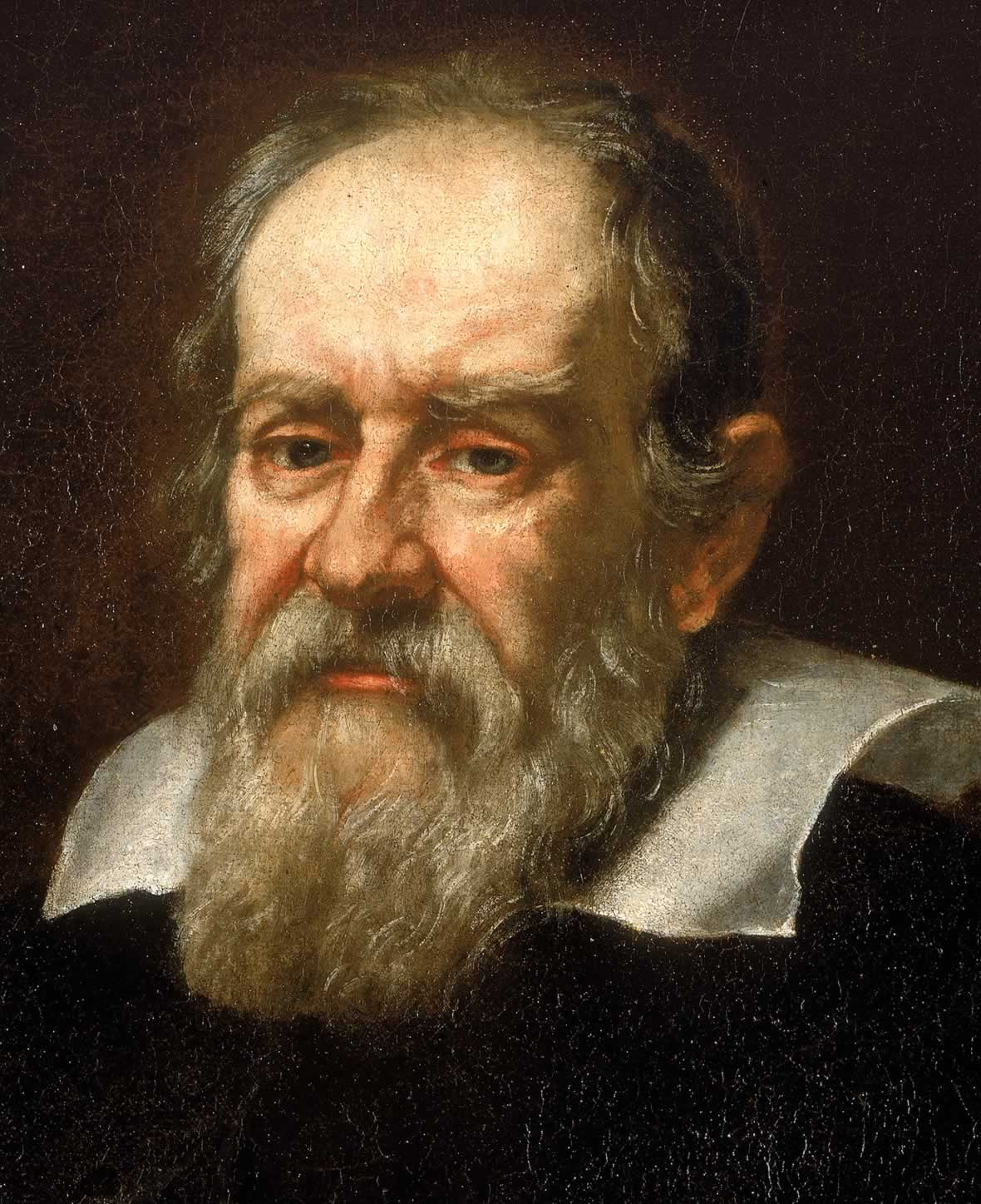
Ritratto di Galileo Galilei di Justus Sustermans.

Justus Sustermans, conosciuto anche col nome di Giusto e con la variante Suttermans (Anversa, 28 settembre 1597 – Firenze, 23 aprile 1681), è stato un pittore fiammingo di stile barocco.

## Biografia
Egli è ricordato in particolar modo per i ritratti che eseguì per i membri della famiglia dei Medici quando divenne pittore di corte presso di loro. Suoi lavori si possono ancora oggi ammirare nella Galleria Palatina di Palazzo Pitti e nella Galleria degli Uffizi di Firenze, e in molti altri importanti musei del mondo. Nel corso della sua vita venne considerato in Italia uno dei migliori pittori del tempo.
I suoi primi studi si svolsero nelle Fiandre e ad Anversa, probabilmente con artisti come Villem de Vos, nipote del ben più famoso Marten de Vos e anche con Frans Pourbus. Egli venne invitato a Firenze sotto il patronato della famiglia Medici dove egli studiò i ritrattisti italiani come Il Guercino, lo spagnolo Diego Velázquez e il francese Pierre Mignard. In Italia venne anche influenzato dalla pittura degli artisti veneziani e da Anton van Dyck.
A Firenze abitò a Villa Giovannelli, nei pressi della quale eseguì forse il suo ritratto più famoso, di un suo "vicino di casa": Galileo Galilei.
Opere del Sustermans si trovano nei musei di tutta Europa: furono spesso gli stessi Medici a inviarli come preziosi doni di corte.

## Alcune opere
- Ritratto di dama, olio su tela, (Norton Simon Museum, Pasadena)
- Ritratto di dama con perle, olio su tela, (Museo di Odessa dell'Arte Occidentale ed Orientale, (Ucraina)
- Ritratto del Granduca Ferdinando II di Toscana e di sua moglie Vittoria della Rovere, olio su tela, (National Gallery, Londra)
- I Senatori di Firenze stringono un'alleanza con Ferdinando II de' Medici, olio su tela, (Ashmolean, Oxford)
- Ritratto del Cardinale Carlo de' Medici, olio su tela, (Museo Poldi Pezzoli, Milano)
- Vincenzo II Gonzaga, Duca di Mantova dal 1587 al 1612, che indossa il mantello dell'Ordine del Redentore, olio su tela, (Mantova)
- La famiglia di Dario davanti ad Alessandro Magno, olio su tela, (Biblioteca Museu Víctor Balaguer, (Vilanova i la Geltrú)

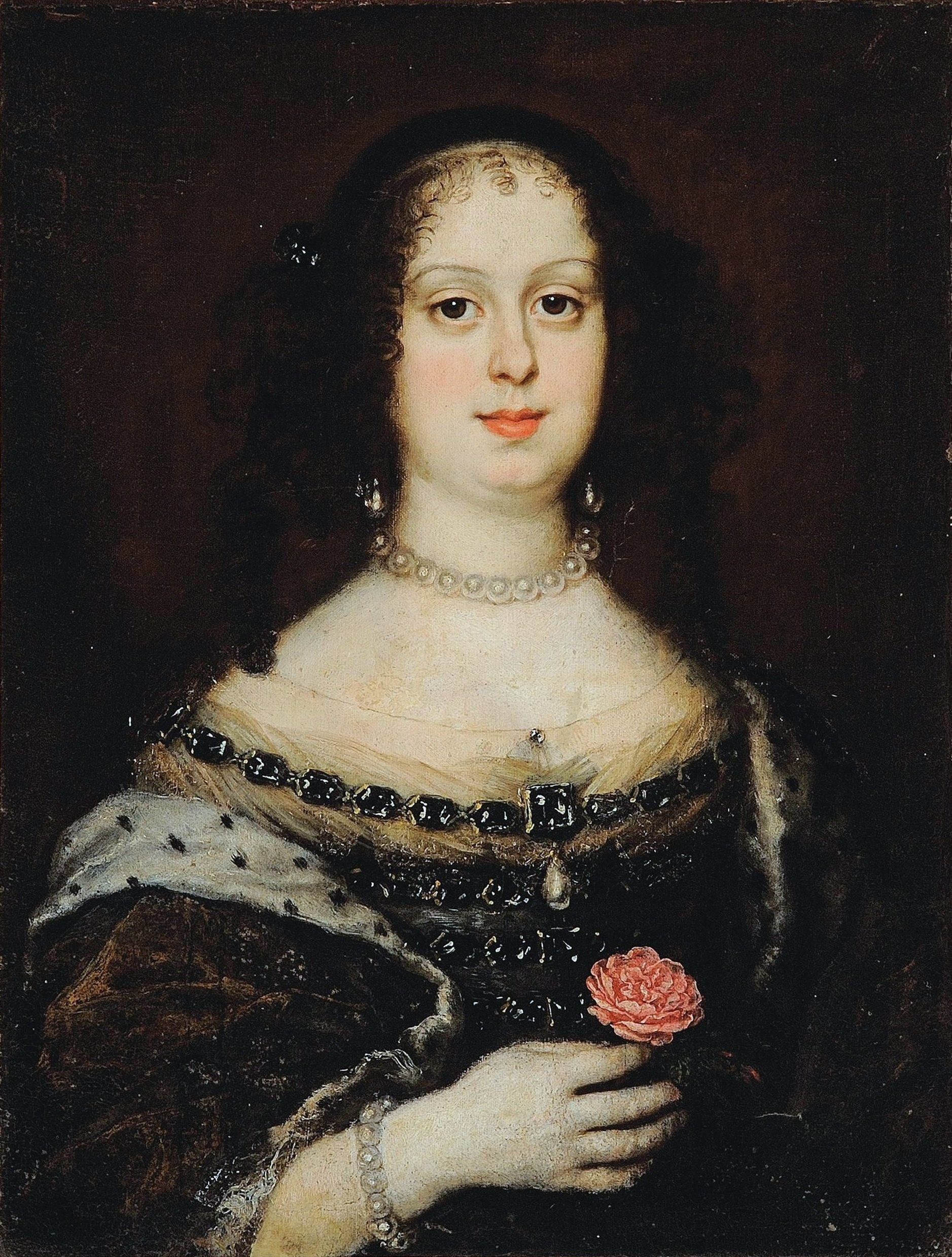
Maria Vittoria della Rovere, Museo Sassari Arte

- Maria Vittoria della Rovere, (Sassari Museo Sassari Arte)

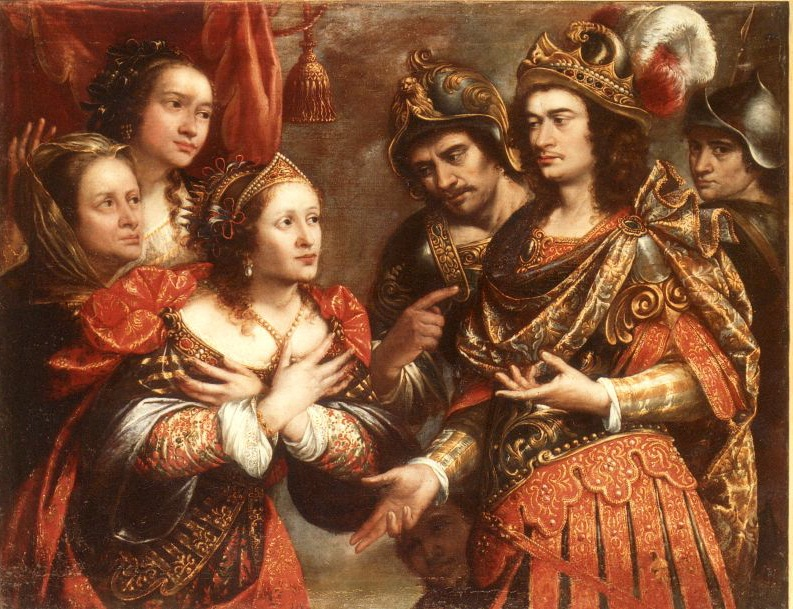
La famiglia di Dario davanti ad Alessandro Magno, (Biblioteca Museu Víctor Balaguer)

- Ritratto di Galileo Galilei, (a destra) olio su tela, (National Maritime Museum, Greenwich)
- Ritratto di Galileo Galilei, olio su tela, (Galleria degli Uffizi, Firenze)
- Ritratto di Cosimo III da bambino con la sua governante, olio su tela, (Palazzo Viti, Volterra)